# Сманс, Леви
Леви Сманс (нидерл. Levi Smans; род. 25 марта 2003, Herten, Лимбург) — нидерландский футболист, атакующий полузащитник клуба «Херенвен».

## Клубная карьера
Сманс — воспитанник клубов СХХ и «ВВВ-Венло». 13 августа 2021 года в матче против ТОП Осс он дебютировал в Эрстедивизи составе последних. 5 сентября в поединке против «Дордрехта» Леви забил свой первый гол за «ВВВ-Венло». Летом 2024 года Сманс перешёл в «Херенвена», подписав контракт на четыре года. 11 августа в матче против столичного «Аякса» он дебютировал в Эредивизи. 29 ноября в поединке против «Валвейка» Леви забил свой первый гол за «Херенвен».